# 花になって
「花になって」（はなになって、英題: Be a flower）は、日本のポップ・ロック・バンドである緑黄色社会の楽曲。2023年12月6日にSony Music Labelsの社内レーベルEpic Records Japanより8枚目のシングルとして発売された。作詞は長屋晴子、作曲は穴見真吾が手がけた。楽曲は、日本テレビ系アニメ『薬屋のひとりごと』のオープニングテーマとして書き下ろされ、「日陰に咲く花」をテーマに制作された。
Billboard Japan Hot 100で最高位8位を記録し、CDシングルとしてもオリコン週間シングルランキングで初登場8位を記録。2025年2月26日にはBillboard JAPANチャートにおけるストリーミング累計再生回数が2億回を突破した。

## 背景・リリース
2023年10月1日、同月22日から放送開始される日本テレビ系アニメ『薬屋のひとりごと』のオープニングテーマが「花になって」に決定したことを発表。メンバーはかねてより漫画化された同作を愛読していて、主題歌の依頼があった時は大声をあげて驚いてしまうほどの事でしたと語っている。楽曲はコンペ形式で選ばれた。
10月22日、12月6日に8枚目のシングルとして発売することを発表。初回生産限定盤（CD+Blu-ray）、通常盤（CD）、期間生産限定盤（CD+Blu-ray）の3形態での発売で、初回生産限定盤に付属のBlu-rayには5月から7月にかけて開催された『pink blue tour 2023』のドキュメンタリー映像、期間生産限定盤に付属のBlu-rayにはテレビアニメ『薬屋のひとりごと』のノンクレジットオープニング映像を収録。また、初回生産限定盤には『pink blue tour 2023』の模様を収録したフォトブックが付属し、期間生産限定盤はテレビアニメ『薬屋のひとりごと』の描き下ろし絵柄を使用したデジパック仕様になっている。
10月29日、CDの発売に先駆けて先行配信が開始された。
11月15日、ミュージック・ビデオが公開された。

## 制作・レコーディング
「花になって」について、メンバーは、"日陰に咲く花"をテーマに、愛らしいキャラクターたちが動くことを想像しながら楽しく制作させて頂きましたと語っている。小林や穴見によれば楽曲について、アニメサイドからキャッチーで中毒性がある曲というリクエストがあったという。作曲は穴見によるもので、ギターを弾きながらメロディーを考えている中で最後のピアノのフレーズが作られ、これをきっかけに書き上げられた。曲の最初に入っているクラップは、穴見が漫画を読んだ時にけっこう引き絵が多いというか、景色が広い“大陸感”みたいなものを感じたことに触発されて加えられた。
歌詞のテーマとしてアニメサイドから「自己愛」というキーワードが挙げられていて、作詞を担当した長屋はそれを主人公の猫猫をはじめとした登場人物とどう結びつけるかを考えたとし、主人公って明るかったり勇敢だったり、そういうイメージが強いと思うんですけど、猫猫ちゃんはわりと真逆だし、個人的には表情も面白いなと感じていて。笑うにしても不気味な感じで、でも、それがかわいいんですよね。そういう部分は私も魅力に感じていたので、ありのままの自分を愛してほしい、みたいな自己愛から歌詞を書いていきましたと説明している。長屋によれば、元々本作と同様のテーマで別の曲を作ろうとしていたが、（歌詞のイメージはありながら）メロディーが思い浮かばず、諦めかけていたところにアニメ主題歌の依頼がきたという。歌詞中の「あんじゃない」という言葉遣いは、猫猫の性格に由来する。
楽曲制作は2023年初頭から始められ、レコーディングはアルバム『pink blue』の制作中だった2023年1月に行なわれた。編曲は穴見と川口圭太の共作で、穴見は当初「ドッシリとしたロックサウンド」を想像しながら制作を行っていたが、川口の手によりギターの早弾きや二胡や銅鑼をはじめとした中国の伝統楽器が取り入れられた。コーラスの掛け合いはちょっとコミカルでかわいらしい遊び心みたいな要素として加えられた。ピアノのフレーズは、ほとんどデモ段階のままとなっている。

### 夢と悪魔とファンタジー
シングルにはカップリング曲としてZIP-FM開局30周年記念ソングとして制作された「夢と悪魔とファンタジー」（ゆめとあくまとファンタジー、英題: Dream, Devil & Fantasy）を収録。発売に先駆け、10月31日から12月5日までフルサイズでオンエア。
作詞は小林が手がけ、作曲は穴見とpeppeの共作となっている。楽曲は2021年に穴見とpeppeが作ったメロディから発展したもので、穴見は当初からミュージカルのように展開にあふれた曲をやりたいと思っていたと語っている。作詞を手がけた小林は、歌詞を書く前に「夢を忘れた若者」を主人公とした短編小説を書いた。当初この小説を基に長屋に歌詞を書いてもらおうとしていたが、「初めてのやり方」だったことや、長屋が小説をどうやって歌詞にすればいいかで悩んだことから小林自身が歌詞を書くこととなった。作詞時点で長屋もフルで歌詞を書いており、長い議論を経てカップリング曲としてチャレンジするならということで小林が書いた歌詞が採用された。歌詞について小林は小さい頃に抱いていた夢も、いつしか「夢は夢だから」と分別しちゃって、現実に持ち込もうとしない人も多いと思うし。そこをこじ開けるような、1歩を後押しできるような歌詞にできればいいなと思ったんですと語っている。
アウトロはピアノのフレーズは、他の緑黄色社会の楽曲と比較して長くなっている。またピアノのペダルが切れる音も含まれているが、これはpeppeいわく物語が終わって本を閉じる瞬間をイメージしたもの。また、デモ段階で曲の冒頭と最後に入っていた街の雑踏音は、アレンジャーのLASTorderによって楽器で表現されている。

## 評価

### 第三者による評価
音楽ライターの森朋之は、本作のサウンドを空間を切り裂くようなギターフレーズで幕を開け、エフェクティブなベースの音像、鋭く突き進むビート、80'sニューウェイブを想起させるシンセなどを融合させたバンドサウンドと表現し、スリリングな旋律を響かせながら長屋は、“日陰に咲く花”をコンセプトにした歌詞を描いてみせる。美しい毒と華やかな香りが共存する楽曲のイメージは、緑黄色社会の新機軸と言っていいだろうと評した。
『ROCKIN'ON JAPAN』（2024年1月号）でシングルのレビューを手がけた畑雄介は、「花になって」をサウンド密集型の楽曲、「夢と悪魔とファンタジー」を放出型の楽曲と見なし、全編を滑らかに支配するpeppe(Key)の超絶技巧のピアノが仕掛け絵本のような立体感のある曲を鮮やかにめくってゆく長屋が咲かせる「花」には《毒》が、小林が描く「夢」には《悪魔》が見え隠れしていて、それもまたリョクシャカらしいキャラクターと評した。

### チャート成績
2023年11月1日に公開されたオリコン週間デジタルシングル（単曲）ランキングでダウンロード数12,421DLを売り上げて初登場5位を記録し、翌週のランキングで17,318DLを売り上げて2位にランクインした。以来12月18日付のランキングまで7週連続でトップ5入りし、12月13日時点で累計ダウンロード数は63,995DLを記録している。
2023年11月1日に公開されたBillboard Japan Download Songsで4,573DLの売り上げで初登場7位を記録し、翌週のチャートで11,375DLを売り挙げて2位にチャートインした。2023年11月8日に公開されたBillboard Japan Hot Animationでは初登場6位を記録。
Billboard Japan Streaming Songsでは、2023年11月8日に公開されたチャートで初登場75位を記録。その後2023年12月27日に公開されたチャートから6週連続で上位10位以内に入り続け、2024年1月17日に公開されたチャートで最高位となる6位を記録。その後、22週目のチャートインとなった2024年4月3日で1億回を超える累計再生数を記録。緑黄色社会にとって累計再生数1億回突破は「Mela!」以来2曲目となった。その後2025年2月26日に累計再生数2億回を突破した。
CDシングル『花になって』は、2023年12月18日付のオリコン週間シングルランキングで6,420枚を売り上げて初登場8位を記録し、同日付のBillboard Japan Top Singles Salesでは6,519枚を売り上げて初登場7位を記録した。

### ノミネート歴
| 年   | 賞               | 部門                 | 結果       | 注     |
| ---- | ---------------- | -------------------- | ---------- | ------ |
| 2023 | 令和アニソン大賞 | アーティストソング賞 | ノミネート | [ 32 ] |

## ミュージック・ビデオ
「花になって」のミュージック・ビデオの監督はMESSが務めた。ミュージック・ビデオでは、メンバー扮するダークヒーロー4人組を主人公に、アジトで会議をするシーンや路地裏を走るシーン、4人によるバトルシーンで構成されている。
ミュージック・ビデオは、2025年2月7日時点で5000万回再生を超える再生回数を記録している。

## 楽曲の披露
「花になって」は、2023年10月28日にNHKホールで開催された『NHK WORLD-JAPAN MUSIC FESTIVAL』で披露され、11月3日に幕張メッセで開催された『テレビ朝日ドリームフェスティバル2023』（DAY-1）でも披露された。
11月6日に放送されたTBS系『CDTVライブ!ライブ! 2時間スペシャル』でテレビ初披露となり、同番組ではフルサイズで披露された。その後、テレビ朝日系『ミュージックステーション 2時間スペシャル』（2023年11月10日放送）、テレビ東京系『テレ東60祭！ミュージックフェスティバル2023』（2023年11月15日放送）、フジテレビ系『週刊ナイナイミュージック』（2023年12月20日放送回）、『ミュージックステーション SUPER LIVE 2023』（2023年12月22日放送）、日本テレビ系『with MUSIC 春の2時間SP』（2024年3月30日）、NHK総合『SONGS』（2024年12月5日放送）、TBS系『CDTVライブ!ライブ! 3時間SP』（2025年2月17日放送）、日本テレビ系『DayDay.』（2025年2月19日放送）でも披露された。また、2023年12月2日に放送された日本テレビ系『日テレ系音楽の祭典ベストアーティスト2023』では、アニメ『薬屋のひとりごと』とのコラボ演出で披露された。
2024年12月6日に公開された『THE FIRST TAKE』第499回に登場し、アニメ『薬屋のひとりごと』の世界観になぞらえた中華風のアレンジで披露。メンバー4人とサポートドラムに、二胡、和太鼓、銅鑼を加えた編成となっている。

## カバー
2024年2月24日に更新されたテレビ朝日のYouTubeチャンネル「動画、はじめてみました」で鈴木愛理が披露。カバーについて鈴木ははるちゃんのボーカルの母音の特徴を少しリスペクトさせて頂きつつ、過去1私らしく歌えたカバーだったかもしれませんハロプロ仕込みの言葉尻のしゃくりや鼻にかける私の歌い方との親和性が高い曲、そしてキーだなと思ったので存分に使わせて頂きましたとコメントした。同年8月7日に六本木ヒルズアリーナで開催された音楽ライブイベント『夏のイベントでしょdeショー!!』でも披露した。

## シングル収録曲
| #         | タイトル                                  | 作詞      | 作曲           | 編曲               | 時間  |
| --------- | ----------------------------------------- | --------- | -------------- | ------------------ | ----- |
| 1.        | 「花になって」                            | 長屋晴子  | 穴見真吾       | 川口圭太 穴見真吾  | 3:20  |
| 2.        | 「夢と悪魔とファンタジー」                | 小林壱誓  | peppe 穴見真吾 | LASTorder 穴見真吾 | 4:30  |
| 3.        | 「花になって (Instrumental)」             |           |                |                    | 3:20  |
| 4.        | 「夢と悪魔とファンタジー (Instrumental)」 |           |                |                    | 4:28  |
| 合計時間: | 合計時間:                                 | 合計時間: | 合計時間:      | 合計時間:          | 15:38 |

| #  | タイトル                                       | 作詞 | 作曲・編曲 | 監督       |
| -- | ---------------------------------------------- | ---- | ---------- | ---------- |
| 1. | 「Behind The Scenes from pink blue tour 2023」 |      |            | 二宗友里恵 |

| #  | タイトル                                                           | 作詞 | 作曲・編曲 |
| -- | ------------------------------------------------------------------ | ---- | ---------- |
| 1. | 「TVアニメ『薬屋のひとりごと』ノンクレジットオープニングムービー」 |      |            |

## クレジット
※出典
緑黄色社会
- 長屋晴子 – Vocal, Guitar
- 小林壱誓 – Guitar, Chorus
- peppe – Keyboard, Chorus
- 穴見真吾 – Bass, Chorus, Programming（M1）

外部ミュージシャン
- 川口圭太 – Programming（M1）
- LASTorder – Programming（M2）
- 城戸紘志 – Drums（M1）
- 比田井修 – Drums（M2）

レコーディング・スタッフ
- 村上宣之 – Recording & Mixing
- 阿部充泰 – Mastering

## チャート

### 週間チャート
| チャート (2023年 - 2024年)            | 最高位 |
| ------------------------------------- | ------ |
| Global Excl. US (Billboard)           | 170    |
| 日本 (Japan Hot 100)                  | 8      |
| Japan Hot Animation (Billboard JAPAN) | 4      |
| 日本 (オリコン)                       | 8      |
| 日本 (オリコン合算シングル)           | 5      |
| 日本 (オリコンアニメシングル)         | 3      |

| チャート (2023年)                      | 最高位 |
| -------------------------------------- | ------ |
| Japan Download Songs (Billboard JAPAN) | 57     |

### 月間チャート
| チャート (2023年)             | 最高位 |
| ----------------------------- | ------ |
| 日本 (オリコン)               | 26     |
| 日本 (オリコンアニメシングル) | 5      |

### 上半期チャート
| チャート (2024年)                     | 最高位 |
| ------------------------------------- | ------ |
| 日本 (Japan Hot 100)                  | 10     |
| Japan Hot Animation (Billboard JAPAN) | 5      |
| 日本 (オリコンデジタルシングル)       | 7      |

### 年間チャート
| チャート (2023年)                      | 順位 |
| -------------------------------------- | ---- |
| Japan Download Songs (Billboard JAPAN) | 61   |

| チャート (2024年)                     | 順位 |
| ------------------------------------- | ---- |
| 日本 (Japan Hot 100)                  | 17   |
| Japan Hot Animation (Billboard JAPAN) | 8    |

## 認定
| 国/地域                                             | 認定     | 認定/売上数 |
| --------------------------------------------------- | -------- | ----------- |
| 日本 (RIAJ) ダウンロード                            | Gold     | 100,000*    |
| ストリーミング                                      |          |             |
| 日本 (RIAJ)                                         | Platinum | 100,000,000 |
| * 認定のみに基づく売上数 · 認定のみに基づく再生回数 |          |             |

## 発売日一覧
| 国/地域 | 発売日         | レーベル           | 規格       | 規格品番      | 備考                                                                        |
| ------- | -------------- | ------------------ | ---------- | ------------- | --------------------------------------------------------------------------- |
| 全国    | 2023年10月29日 | Epic Records Japan | 音楽配信   | ESXX02814B00Z | 先行配信                                                                    |
| 全国    | 2023年12月6日  | Epic Records Japan | 音楽配信   | ESCL05892B00Z |                                                                             |
| 日本    | 2023年12月6日  | Epic Records Japan | CD+Blu-ray | ESCL-5890/1   | 初回生産限定盤                                                              |
| 日本    | 2023年12月6日  | Epic Records Japan | CD         | ESCL-5892     | 通常盤                                                                      |
| 日本    | 2023年12月6日  | Epic Records Japan | CD+Blu-ray | ESCL-5893/4   | 期間生産限定盤 『薬屋のひとりごと』の描き下ろし絵柄を使用したデジパック仕様 |